# دموکدس

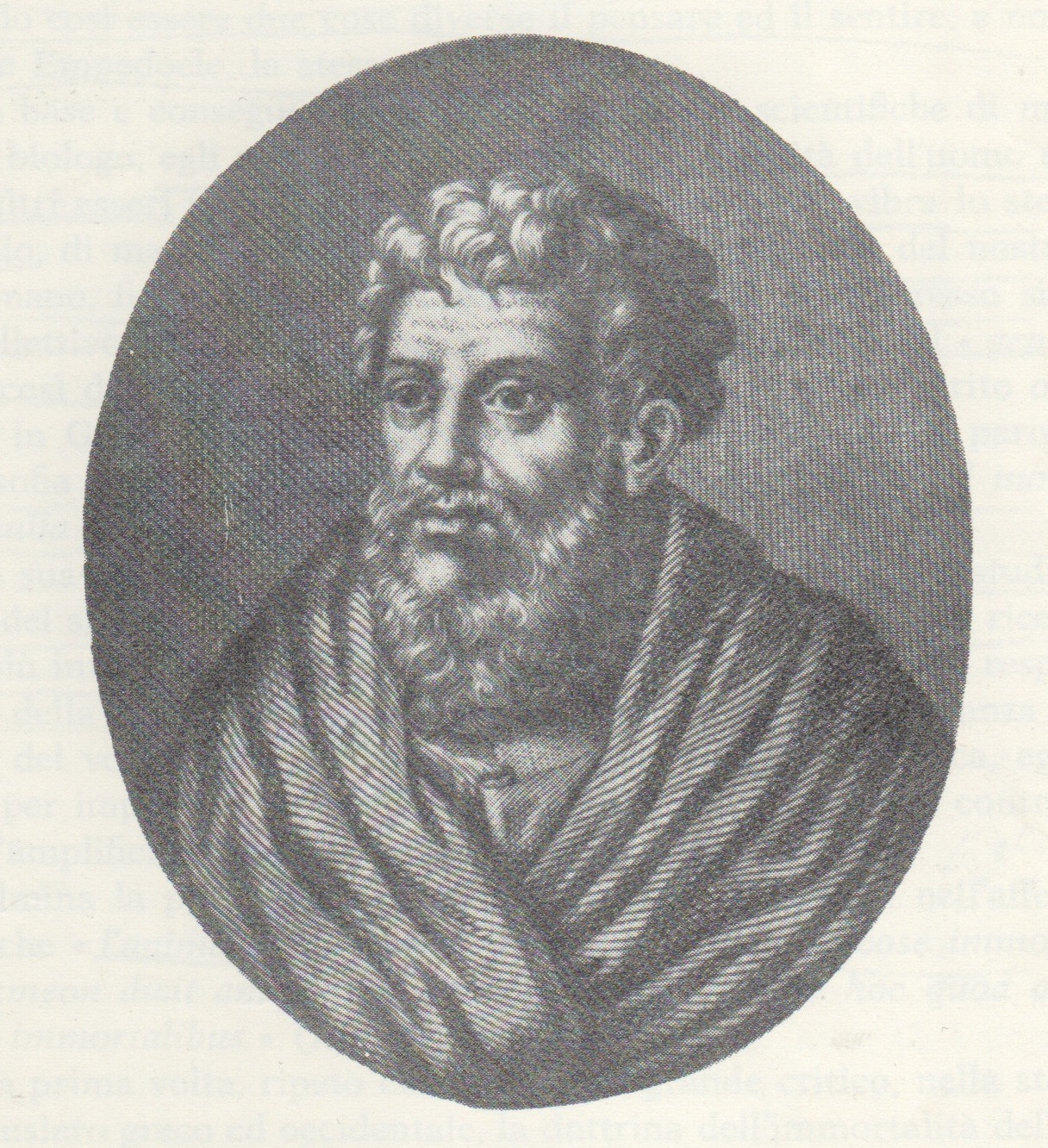
موکدس دی کوروتنه

دموکدس (Democedes) بزرگ‌ترین پزشک یونانی عصر خویش بود. وی در کروتون زاده شد و در اگینا، آتن‌، ساموس‌ و سپس از ۵۲۱ تا ۴۸۵ ق م در دربار داریوش در شوش، و سرانجام در کروتون به سر برد. او داریوش و ملکه‌اش آتوسا را معالجه کرد. دموکدس فیثاغوری بود.